# Reactor de onda

Simulación numérica del reactor por onda. Rojo: uranio-238, verde: plutonio-239, negro: productos de fisión. La intensidad de azul indica intensidad de densidad de neutrones

Un reactor de onda (TWR: Traveling wave reactor) es un tipo teórico de reactor de fisión nuclear que convierte material nuclear fértil en combustible usable mediante transmutacion nuclear, junto con el quemado del material de fisión. El reactor de onda difiere de otros tipos de reactor rápido y de reactor reproductor en su capacidad para ser mucho más eficiente sin tener que recurrir al enriquecimiento de uranio ni al reprocesamiento, pues se emplea uranio empobrecido, uranio natural, torio o residuos nucleares que se han  generado en un recator de agua ligera, o bien una combinación de estos materiales. 
En teoría, los reactores de onda pueden operar de manera independiente y autosostenida por décadas sin necesidad de cambiar ni quitar el combustible. Aún no se han construido.
- Datos: Q1570576